# Eusphingonotus
Eusphingonotus is een geslacht van rechtvleugeligen uit de familie veldsprinkhanen (Acrididae). De wetenschappelijke naam van dit geslacht is voor het eerst geldig gepubliceerd in 1950 door Bey-Bienko.

## Soorten
Het geslacht Eusphingonotus  is monotypisch en omvat slechts de volgende soort:
- Eusphingonotus japonicus (Saussure, 1888)